# 董懋中 (嘉靖進士)
董懋中（1516年—？），字德甫，號鳳池，直隸高陽縣（今河北省高陽縣）人，明朝政治人物。

## 生平
董懋中少年穎異，讀書過目成誦。嘉靖十三年（1534年）甲午科順天府鄉試第二十六名舉人，二十三年歲登嘉靖十七年（1538年）戊戌科進士。授刑部主事，改兵部，升武選司郎中。平虜大將軍仇鸞把持京畿防務，權傾朝野，董懋中暗地掣肘其政令。嘉靖二十九年（1550年）秋，俺答汗大舉進犯，次年，薊鎮報捷，董懋中升任光祿寺少卿。
嘉靖三十一年（1552年）春，俺答再犯大同。仇鸞禦敵不力，奪職追輪。同年，兵部尚書趙錦也因此牽連，遭貶戍邊。董懋中仍以職方郎中身份，隨趙錦赴居庸前線。戍居永寧期間，他開闢講經堂，教授諸生。後卒於戍所。

## 家族
曾祖董榮；祖父董紋；父董兵。母王氏。具慶下。兄董用中、董執中（贡士）、董立中（贡士）、董秉中、董化中。